# آرژانتین ۴۶۹
سیارک ۴۶۹ (به انگلیسی: 469 Argentina، نامگذاری:1901GE) چهارصد و شصت و نهمین سیارک کشف شده‌است که در ۲۰ فوریه ۱۹۰۱ و در هایدلبرگ کشف شد.
قدر مطلق سیارک برابر ۸٫۶۲ است.